# Óscar Fabbiani
Óscar Fabbiani (Buenos Aires, 17 december 1950) is een voormalig Chileens voetballer, die ook de Argentijnse nationaliteit heeft. In zijn carrière heeft hij bij verschillende clubs in Noord- en Zuid-Amerika gespeeld. In de Primera División van Chili werd hij in 1976, 1977 en 1978 topscorer en in 1979 werd hij topscorer in de North American Soccer League.

## Erelijst

### Topscorer Chileense Primera División
- Winnaar: (3) 1976, 1977, 1978

### Topscorer North American Soccer League
- Winnaar: (1) 1979 (25)

### Chileens voetballer van het jaar
- Winnaar: (1) 1986